# ロビンフッド (企業)
ロビンフッド（英語: Robinhood Markets Inc.）は、アメリカ合衆国のフィンテック企業、および同社が提供する証券取引アプリの名称。証券取引手数料なしで売買を行える点が最大の特徴。金利収入、高頻度取引業者から受け取るリベート（ペイメント・フォー・オーダーフロー）、アプリのプレミアム会員から徴収する手数料が主な収益源となっている。
2021年3月末のロビンフッドの口座数は17.7百万、預かり額が809億ドル（内訳は、株式75％、オプション2％、暗号資産13％、現金9％）となっている。

## 概要
バイジュ・バットとウラジミール・テネフは、2011年に起きた「ウォール街を占拠せよ」運動に影響を受け、「収入に関わらず誰もが利用できる金融サービス」を目指し、スタンフォード大学の卒業後、取引アルゴリズムと投資銀行ソフトウェアのスタートアップ会社勤めを経て、2013年に「ロビンフッド」が設立された。
バットとテネフは、株の動向を確認したり、手数料無料で株取引を行えるiOSアプリを開発する。当時、イー・トレード、スコットトレードといった株取引を行うオンライン取引サービスは存在していたが、取引毎に7ドルから10ドル程度の手数料が徴収されていた。
2013年、Index Venturesとアンドリーセン・ホロウィッツから300万ドルの資金調達を行い、アメリカ証券取引委員会からの承認を受けた。
2014年2月に、サービス開始までの予約表を公開したところ、同年9月までには1300万ドルの資金調達と50万人のサービス利用予約の登録者が発生した。同年12月のベータ版提供を経て、2015年3月には正式ローンチした。
2018年にはビットコインなどの仮想通貨取引も手掛けるようになっており、こちらの取引手数料も無料である。
2018年末、ロビンフッドは当座預金と普通預金のサービスの開始を発表すると共に、どちらの預金にも3%の金利を提供すると発表している。発表当時のアメリカ合衆国における普通預金の平均金利は0.1%である。なお、ロビンフッドの預金口座は連邦預金保険公社による保証対象外となるが、証券投資者保護公社によって25万ドルまでは保証される。
2020年12月17日、ロビンフッド収入源のほぼ半分がペイメント・フォー・オーダーフロー（高頻度取引業者から受け取るリベート）であるにもかかわらず、その事を隠していたとして、制裁金6500万ドルの支払いを命じた。これは、取引手数料を無料にする代わりに、成行注文などの約定価格を悪化させ、その悪化した差額を、高頻度取引業者からキックバックさせて会社の売上を立てていたことを意味する。
2021年7月29日、スマートフォン証券の「ロビンフッド・マーケッツ（HOOD）」がNASDAQ市場へ新規上場。株価は一時、公開価格に比べて12%安い33ドル35セントまで下げる場面があった。初日の終値は8%安い34ドル82セントで、時価総額は約290億ドル（約3兆2000億円）となった。

## 株式市場への影響
米国では、新型コロナウイルス感染症対策の給付金などの影響で、ミレニアル世代を中心に、ロビンフッドを介して株式投資を始める個人投資家が増加している。彼らはロビンフッダーと呼ばれ、個別銘柄の値動きに大きな影響を及ぼすこともある。